# La Bisarca (programma radiofonico)
La Bisarca è stata una rivista radiofonica italiana. Gli autori erano Pietro Garinei e Sandro Giovannini, che attraverso la radio divennero famosi anche presso il grande pubblico.

## Il programma
Il pretesto della storia era rappresentato da una voce celeste che durante un diluvio ordinava a capitan Noè (impersonato da Riccardo Billi) di salvare quanto ritenesse meritevole nel mondo: così in ogni puntata la bisarca visitava un paese più o meno esotico alla ricerca di quanto c'era da salvare.
I personaggi erano interpretati dai venticinque attori della Compagnia del teatro comico musicale di Roma, fra i quali c'erano la cantante Lia Origoni che interpretava la sigla iniziale con la base musicale della famosa canzone Stormy Weather, Franco Pucci, Guido Notari, Isa Bellini, Clely Fiamma, Enrico Luzi, Bice Valori, Giusi Raspani Dandolo, Gilberto Mazzi, Paolo Panelli, Wanda Tettoni, Elio Pandolfi, Corrado Gaipa, Rina Franchetti.
L'orchestra era diretta da Mario Vallini e poi da Gino Filippini.
Il programma era settimanale e andò in onda, in diretta, dagli studi di via Asiago a Roma sulla Rete Rossa per 52 puntate dal 3 dicembre 1948 al 2 luglio 1950.
Dalla trasmissione Garinei e Giovannini trassero una rivista, il loro primo spettacolo al Teatro Sistina.
Alla trasmissione si ispirò anche il film La bisarca di Giorgio Simonelli del 1950.